# Kodeks Tischendorfa III
Kodeks Tischendorfa III, łac. Codex Tischendorfianus III, oznaczany przez sigla Λ albo 039 (według systemu Gregory-Aland), ε 77 (w systemie von Sodena) – grecki kodeks Nowego Testamentu, pisany na pergaminie. Pierwsza część kodeksu pisana jest minuskułą, druga natomiast uncjałą. Paleograficznie datowany jest na IX lub X wiek (w przeszłości brany był pod uwagę wiek VIII).
Kodeks posiada cenne noty marginalne, przede wszystkim na marginesie Ewangelii Mateusza, gdzie przynajmniej trzykrotnie cytuje Ewangelię Hebrajczyków. Zawiera mało błędów i stosuje dobrą gramatykę. Na marginesie tekstu znajduje się pełny system podziału tekstu, odwołań oraz wskazówek liturgicznych. Posiada kolofon jerozolimski.
Rękopis przywieziony został z Synaju przez Konstantina von Tischendorfa (stąd nazwa kodeksu), który jako pierwszy zbadał i opisał rękopis. Rękopis badany był przez Tregellesa, Dobschütza i Gächlera. Obecnie przechowywany jest w Bodleian Library oraz w Rosyjskiej Bibliotece Narodowej.

## Opis
Kodeks zawiera 157 pergaminowych kart (21 na 16,5 cm), z tekstem Ewangelii Łukasza i Ewangelii Jana. Karty kodeksu ułożone są w quarto. Tekst pisany w dwóch kolumnach na stronę, 23 linijek w kolumnie. Nie stosuje przerw między literami, słowa pisane są w sposób ciągły (scriptio continua). Litery są małe, pionowe, pochylone, kopiści nie dbali o ich stronę estetyczną. Grecka uncjała kodeksu przypomina nieco słowiańską głagolicę. Nagłówki przed Ewangeliami posiadają zdobienia, zdobione są również wielkie inicjały.
Stosuje przydechy i akcenty, dierezę, nie stosuje znaków zapytania. Błąd itacyzmu jest rzadki, czasem w błędnym miejscu stosowane jest iota adscriptum. Błędy są rzadkością, kodeks na ogół stosuje dobrą gramatykę. Nomina sacra pisane są skrótami; wszystkie skróty podawane są w powszechnie przyjętych formach.
Tekst kodeksu dzielony jest według κεφαλαια (rozdziałów), których numery podane są na lewym marginesie tekstu, u góry zaś nad tekstem znajdują się τιτλοι (tytuły) owych κεφαλαια. Przed każdą z Ewangelii umieszczona jest tablica κεφαλαια (spis treści). Tekst dzielony jest również według mniejszych Sekcji Ammoniusza, z odniesieniami do Kanonów Euzebiusza (w kolorze czerwonym).
Na marginesie oznakowano teksty używane do czytań liturgicznych i tym samym rękopis mógł być wykorzystywany w liturgii. Tak więc system odniesień i wskazówek marginalnych – podział tekstu, wskazówki liturgiczne – jest pełny.
Na marginesie zawiera noty pisane małą uncjałą. Na końcu kodeksu zamieszczony został kolofon jerozolimski. Jest jedynym kodeksem uncjalnym Nowego Testamentu zawierającym ten kolofon, wszystkie pozostałe pisane są minuskułą.
Według kolofonu: 
Mateusz zawiera 2514 linii i 355 rozdziałów.
Marek zawiera 1056 linii i 237 rozdziałów.
Łukasz zawiera 2677 linii i 342 rozdziałów.
Jan zawiera 2210 linii i 232 rozdziałów.

## Minuskuł 566 (Gregory-Aland)
Do tego samego kodeksu pierwotnie należały również Ewangelie Mateusza i Marka, pisane wczesną minuskułą i klasyfikowane są dziś jako minuskuł 566, na liście Gregory-Aland. Hermann von Soden klasyfikował go jako ε 93. Ta partia rękopisu zawiera 259 kart, oprócz tekstu Ewangelii Mateusza i Marka, zawiera na początku Epistula ad Carpianum oraz tablice Kanonów Euzebiusza. Na końcu Ewangelii Mateusza znajduje się kolofon jerozolimski:
ευαγγελιον κατα ματθαιον εγραφη και αντεβληθη εκ των ιεροσολυμοις παλαιων αντιγραφων των εν τω αγιω ορει αποκειμενων εν ατιχοις βφιδ. κεφφ. τνε..
Na marginesie tekstu znajdują się noty pisane małą uncjałą, również τιτλοι oraz tablice κεφαλαια pisane są uncjałą. Szczególną wartość mają scholia zamieszczone na marginesie Ewangelii Mateusza cytujące Ewangelię Hebrajczyków:
Mateusza 4,5 το ιουδαικον ουκ εχει εις την αγιαν πολιν αλλ εν ιλημ
Mateusza 16,17 Βαριωνα το ιουδαικον υιε ιωαννου
Mateusza 18,22 το ιουδαικον εξης εχει μετα το εβδομηκοντακις επτα και γαρ εν τοις προφηταις μετα το χρισθηναι αυτους εν πνι αγιω ευρισκετω εν αυτοις λογος αμαρτιας
Mateusza 26,47 το ιουδαικου και ηρνησατο και ωμοσεν και κατηρασατο. Zdaniem Gregory-ego Ewangelia Hebrajczyków cytowana jest trzykrotnie (w Mt 4,5; 18,22 i 26,47). Fraza „το ιουδαικου” najprawdopodobniej oznacza Ewangelię Hebrajczyków. Tekst noty z Mt 18,22 cytuje Hieronim, odnosząc ją do Ewangelii Nazarejczyków (Contra Pelagium III).

## Tekst

### Charakter tekstualny

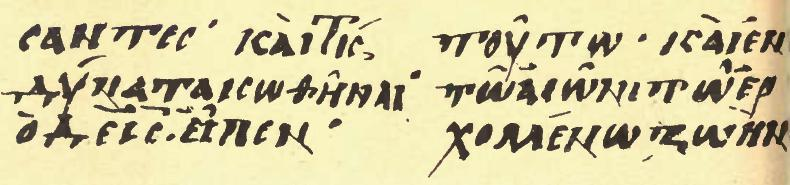
Facsimile z wydania Scrivenera z tekstem Łk 18, 26-27

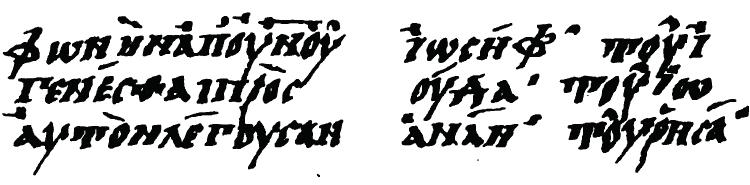
Facsimile z wydania Tischendorfa z tekstem Łk 3, 22.26-27

Grecki tekst kodeksu przekazuje tekst bizantyjski, ale z naleciałościami tekstu cezarejskiego. Tischendorf znalazł pewne tekstualne podobieństwa do niektórych rękopisów należących do rodziny f13. Tischendorf zauważył, że reprezentuje ten sam tekst co rękopisy: Kodeks Bazylejski, Codex Boreelianus, Kodeks Seideliański I, Kodeks Seideliański II, Kodeks Cypryjski, Kodeks Watykański 354, Kodeks Naniański i Kodeks Moskiewski II. Większość z nich wliczana jest dziś do rodziny tekstualnej E, jednej z najstarszych rodzin tekstu bizantyjskiego.
Hermann von Soden zaklasyfikował go do Ir, w której – jego zdaniem – stosunek elementu bizantyjskiego do cezarejskiego ma wynosić jak dziewięć do jednego. Grupa jest bliska dla rodziny E. Kurt Aland zaklasyfikował tekst kodeksu do Kategorii V. Frederick Wisse Sodena Ir określił jako grupę Λ. Tischendorfianus III jest najstarszym i najważniejszym przedstawicielem tej grupy, dlatego określona została przy pomocy symbolu Λ, który również służy za symbol kodeksu.
Tischendorf obliczył, że w tekście Jana 5,1-36 kodeks w 17 miejscach 13 razy zgadza się z Alexandrinus, dwukrotnie z Vaticanus, raz z Kodeksem Efrema, i raz z kodeksami: G, H, M, U, V.

### Sporne teksty
Kodeks zawiera tekst Pericope adulterae (J 7,53-8,11), ale na marginesie wiersza 8,11 zawiera kwestionujący scholion: τα οβελισμενα εν τισιν αντιγραφαις ου κειται, ουδε Απολιναριου εν δε τοις αρχαις ολα μνημονευουσιν της περικοπης ταυτης και οι αποστολοι παντες εν αις εξεθεντο διαταξεσιν εις οικοδομην της εκκλησιας (oznaczone przez obelus w niektórych kopistach, Apollinary w starożytności, argumentował, że wszyscy apostołowie przeznaczyli ten tekst dla budowania kościoła).
Zawiera sporne teksty Łk 22,43-44 (krwawy pot Jezusa) i J 5,4; jednak J 5,4 oznakowany został przez asterysk jako tekst wątpliwy.

### Tekstualny profil grupy
Według Wissego rękopis wraz z 22 innymi należącymi do grupy Λ rękopisami ma następujący profil tekstualny w Łk 1; Łk 10 i Łk 20:
Słowa znajdujące się przed nawiasem przekazują tekst krytycznych wydań UBS, słowa za nawiasem to warianty rękopisu. Słowa podkreślone grubą czcionką, to warianty Textus receptus.
- Łk 1,10 – ην του λαου ] του λαου ην
- Łk 1,14 – γενεσει ] γεννεσει
- Łk 1,15 – του ] brak
- Łk 1,26 – Ναζαρεθ ] Ναζαρετ
- Łk 1,34 – εσται ] εσται μοι
- Łk 1,35 – γεννωμενον ] γεννωμενον εκ του
- Łk 1,44 – εν αγαλλιασει το βρεφος ] το βρεφος εν αγαλλιασει
- Łk 1,50 – γενεας και γενεας ] γενεαν και γενεαν; Textus receptus przekazuje: γενεας και γενεαν
- Łk 1,61 – εκ της συγγενειας ] εν τη συγγενεια
- Łk 10,1 – ημελλεν ] εμελλεν
- Łk 10,6 – εαν ] εαν μεν
- Łk 10,8 – ην ] δ'
- Łk 10,12 – λεγω ] λεγω δε
- Łk 10,17 – εβδομηκοντα ] εβδομηκοντα μαθηται
- Łk 10,21 – αυτη ] αυτη δε
- Łk 10,30 – εκδυσαντες ] εξεδυσαν
- Łk 10,36 – πλησιον δοκει σοι ] δοκει σοι πλησιον
- Łk 20,1 – αρχιερεις ] ιερεις
- Łk 20,5 – δια τι ] πας ο λαος
- Łk 20,7 – ποθεν ] brak
- Łk 20,9 – τις ] brak
- Łk 20,18 – επ ] εις
- Łk 20,19 – τον λαον ] brak
- Łk 20,22 – φορον ] φορους
- Łk 20,31 – ωσαυτως ] ωσαυτως ως αυτως
- Łk 20,31 – επτα ] επτα και
- Łk 20,32 – υστερον ] υστερον παντων
- Łk 20,35 – γαμιζονται ] εκγαμιζονται (Τextus Receptus ma: εκγαμισκονται)[16].

### Warianty tekstualne
W Łukasza 1,28 po słowie αυτην dodano frazę ευηγγελισατο αυτην και, dodatek ten występuje również w rękopisach: 164, 199, 262, 899, 1187, 1555 i 2586.
W Łukasza 3,22 po słowie γενεσθαι dodana została fraza προς αυτον, występuje ona również w: 13, 69, 119, 229 i 262; jednak fraza εξ ουρανου zamieniona został na απ ουρανου, co nie znajduje wsparcia w wymienionych rękopisach.
W Łukasza 3,27 imię ζοροβαβελ (Zorobabel) oddane zostało w formie ζορομβαβελ.
W Jana 1,28 miejsce, gdzie chrzcił Jan określa jako Βηθεβαρα (Betebara), wariant wspierany jest przez minuskuł 346; rękopisy aleksandryjskie przekazują – βηθανια (Betania), natomiast większość rękopisów – βηθαβαρα (Betabara).
W Jana 4,31 przekazuje wariant παρεκαλουν;
W Jana 5,1 przekazuje wariant εορτη των αζυμων (święto przaśników) zamiast εορτη των Ιουδαιων (święto Żydów); wariant nie jest wspierany przez żaden grecki rękopis, albo starożytny przekład.
W Jana 5,11 przed słowem αρχην rodzajnik την został ominięty, podobnie ja w kodeksach: Alexandrinus, Vaticanus, Regius, Minuskuł 1, 33 i 262;
W Jana 5,12 zawiera εμεινεν zamiast εμειναν, podobnie jak kodeksy: A F G 1 124;
W Jana 5,24 zawiera επιστευσεν zamiast επιστευεν, podobnie jak minuskuł 235;
W Jana 5,36 zawiera μειζων zamiast μειζω;
W Jana 8,7 oraz 8,10 zawiera wariant αναβλεψας zamiast ανακυψας; wariant ten wspierany jest przez kodeksy Kodeks Naniański (tylko w 8,7) f13 oraz kodeks 700 (Gregory-Aland).
W Jana 8,10 zawiera rzadki wariant Ιησους ειδεν αυτην και; wariant ten wspierany jest przez rękopisy Kodeks Naniański, f13, 225, 700, 1077, 1443, ℓ 185mg, etiopskie rękopisy. Większość rękopisów przekazuje: Ιησους και μηδενα θεασαμενος πλην της γυναικος albo: Ιησους.
W Jana 8,57 zawiera τεσσερακοντα (czterdzieści) zamiast πεντηκοντα (pięćdziesiąt).

## Historia

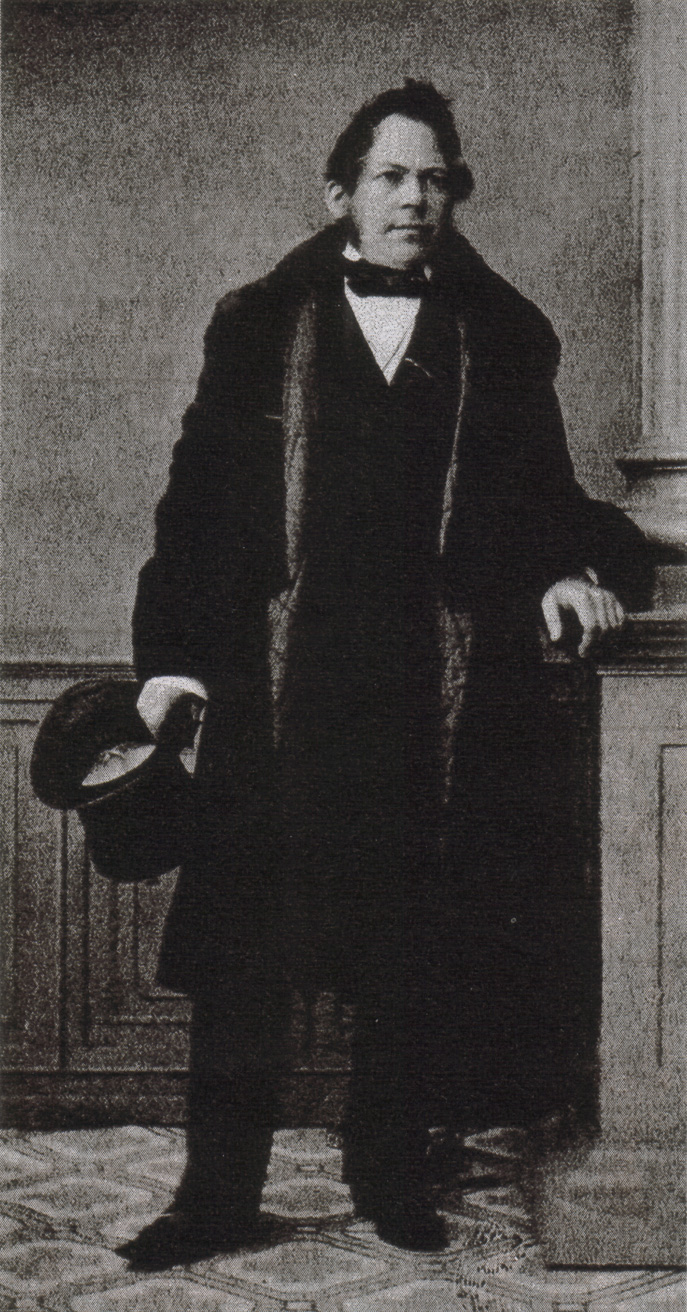
Tischendorf – odkrywca kodeksu

Tischendorf a za nim Scrivener datowali kodeks na VIII wiek, Gregory na IX wiek; Eduard de Muralt minuskułowy tekst Mateusza i Marka datował na wiek IX lub X. INTF datuje obecnie kodeks na IX wiek. Wiek VIII jest wykluczany przede wszystkim ze względu na tekst minuskułowy pierwszej części kodeksu, niewielką liczbę błędów, pełny „aparat marginalny”.
Miejsce powstania kodeksu jest przedmiotem spekulacji, Gregory wskazywał na Jerozolimę; Palestyna wskazywana jest jako prawdopodobne miejsce powstania kodeksu. Wcześniejsza historia kodeksu aż do roku 1853, kiedy to znaleziony został w Klasztorze Świętej Katarzyny, jest nieznana. Nie wiadomo kiedy ani jak trafił do klasztoru.
Kodeks został znaleziony przez Tischendorfa w 1853 roku, na Synaju, podczas jego drugiej wyprawy na Wschód. Zawierał cztery Ewangelie, dwie pierwsze pisane minuskułą, pozostałe dwie uncjałą. Obie części pisane są w dwóch kolumnach na stronę i 23 linijek w kolumnie. Obie części stosują tę samą sygnaturę, te same noty marginalne (pisane małą uncjałą), stosują te same skróty, te same błędy (iota adscriptum, brak iota subscriptum). Również charakter tekstualny obu części jest ten sam. Obie stosują kolofon jerozolimski. Na pierwszej stronie Ewangelii Łukasza znajduje się adnotacja do Ewangelii Marka. Tak więc strona ta należy do obu części kodeksu jednocześnie. Tischendorfianus III nie jest jednak jedynym rękopisem pisanym w taki sposób, Alfred Rahlfs zauważył, że również kodeks E Septuaginty pisany jest w jednej części uncjałą, a w innej minuskułą, również datowany jest na wiek IX/X, kiedy dokonało się przejście z uncjały na minuskułę.
Tischendorf zabrał z sobą tylko tę część kodeksu, która pisana jest uncjałą (Łukasz i Jan) i przywiózł ją do Oksfordu (wraz z Kodeksem Tischendorfa IV). Ta część kodeksu przechowywana jest odtąd w Bodleian Library, najpierw w kolekcji „Miscellanea” pod numerem katalogowym „310”, teraz natomiast znajduje się w kolekcji „Auctarium” pod numerem „T. infr 1.1”.
Tekst uncjalnej części kodeksu skolacjonowali Tischendorf i Tregelles. Tischendorf wykorzystał jego tekst w swoim wydaniu Novum Testamentum Graece et Latine z roku 1859. Tischendorf dokładnie zbadał tylko teksty Łukasza 3,19-36 oraz Jana 5,1-36, pozostałe partie tekstu zbadał powierzchownie.
Hermann von Soden uznał, że rękopis ten, tak jak i cała rodzina tekstualna Ir (dzisiaj rodzina Λ), nie ma żadnego znaczenia przy próbie odtwarzania oryginalnego tekstu Nowego Testamentu, ma jedynie niewielkie znaczenie dla poznania historii tekstu Nowego Testamentu. Rodzina tekstualna powstała albo na początku IX wieku, albo nieco wcześniej. Opinia ta w niczym nie zmieniła się pod dzień dzisiejszy.
P. Gächler w 1934 roku zbadał tekstualne podobieństwa pomiędzy Kodeksem Bezy a Tischendorfianus III. Kodeks cytowany jest w krytycznych wydaniach tekstu Nowego Testamentu Nestle-Alanda, jednak bardzo rzadko.
W 1859 roku Tischendorf podczas swej trzeciej wyprawy na Wschód zabrał pozostałą część kodeksu (Ewangelie Mateusza i Marka) i przywiózł ją do Petersburga. Ta partia kodeksu przechowywana jest w Rosyjskiej Bibiotece Narodowej (Gr. 54, 121 fol.; Gr. 282, 1 fol.) w Petersburgu. Tę część rękopisu badali Tischendorf, Tregelles, Schmidtke, Eduard de Muralt i Kurt Treu. Tekst tej części kodeksu nie jest cytowany w krytycznych wydaniach NA/UBS (26. i 27. wydanie Nestle-Aland oraz 3. i 4. wydanie UBS).